# カマレ＝シュル＝メール
カマレ＝シュル＝メール （Camaret-sur-Mer、ブルトン語:Kameled）は、フランス、ブルターニュ地域圏、フィニステール県のコミューン。

## 地理

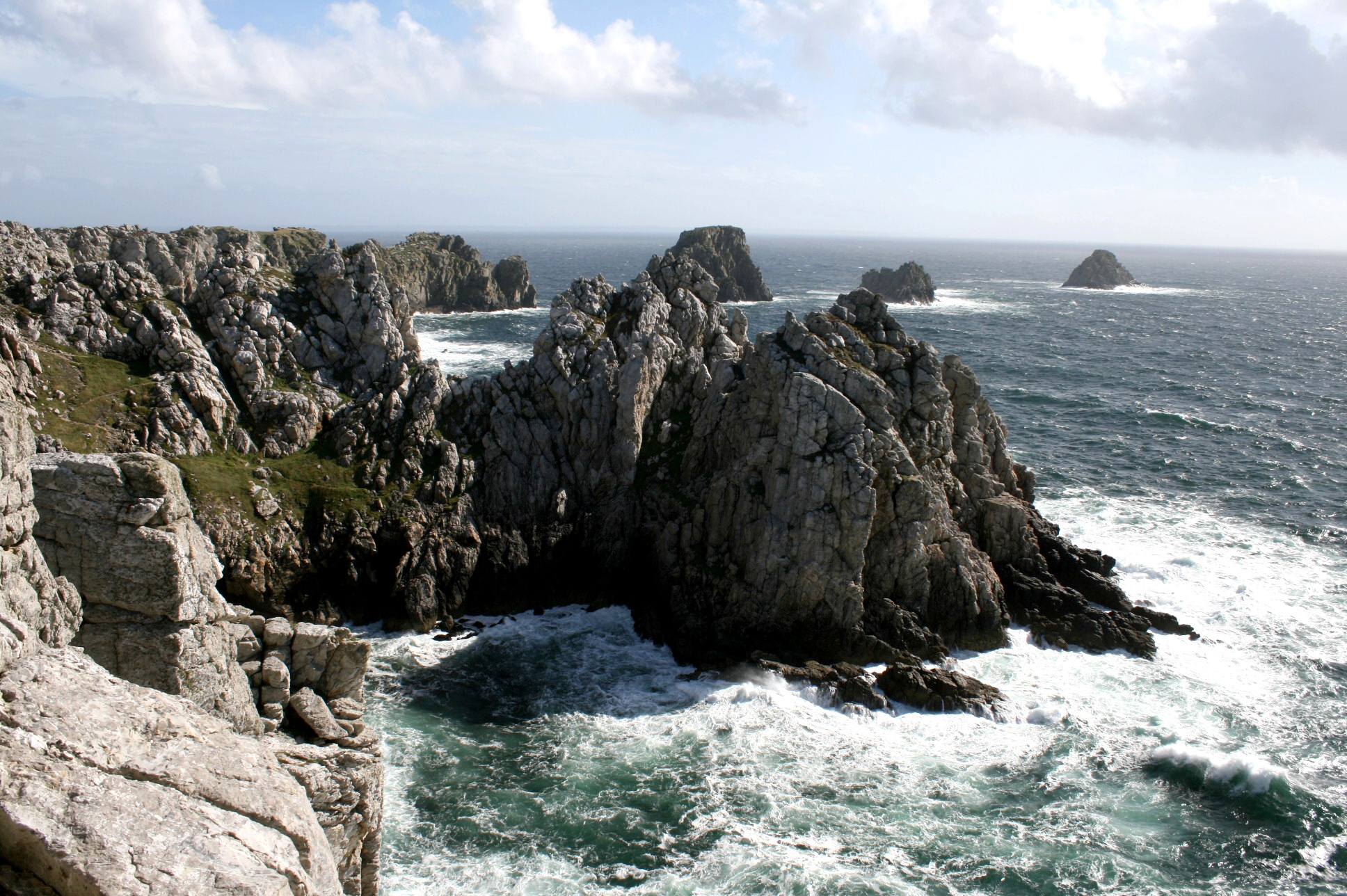
ペニル岬

カマレは陸路でブレストから80km離れており、カンペールからは65kmの距離である。クロゾン半島の先端にあたる。海に囲まれ、ブレスト海峡（fr）の入口にあたる。蒸気機関航行が誕生するまで、カマレは重要な寄港地だった。カマレの面積の半分は自然保護区域、アルモリカ地域圏自然公園の一部である。町は静かなリゾート地である。
北はカマレ湾とロスカンヴェル半島、南はシェーヴル岬、西はイロワーズ海である。ペニル岬とタ・ド・ポワへ向かうと、海へ飛び込むような巨大な岩の塊と、同じくらい印象的な崖が連続して現れる。青い御影石でできた巨大なロレーヌ十字（自由フランスに参加したブルターニュ住民をたたえるため、1951年にド・ゴールによって着工）を支える、堂々たる岬に着くと、景色は壮大である。崖の上に自然に生じた平らな場所はSalle Verteと呼ばれ、草で覆われている。しかし急斜面であるので慎重に行動しなければならず、急いで歩くのは危険である。対して、低い場所はVéryac'hの砂浜で、石灰岩質か泥炭質の砂となっている。この砂浜は右側のタ・ド・ポワで終わる半円を描いており、左側は茶色と黄色の色のトーンを持つ崖である。
ブルトン語でLam Saoz（イングランド人の跳躍、を意味する）と呼ばれる場所がある。1404年のイングランド軍上陸失敗を物語るものである。Kerloc'hの砂浜へ1975年に、カマレからクロゾンへ向かう歩道が建設された。

## 由来

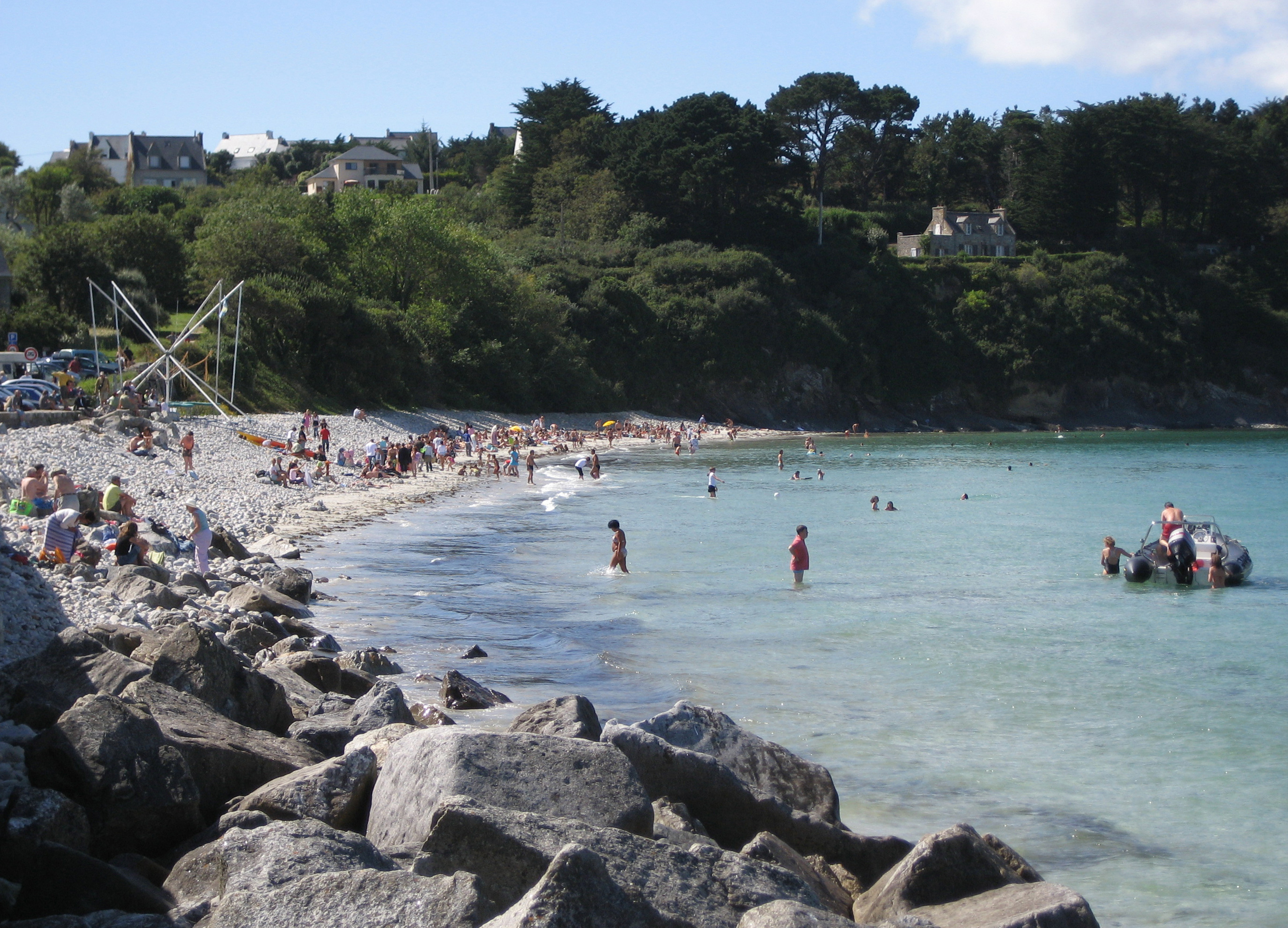
Correjouの海水浴場

カマレはクロゾン半島全体がそうであったように、文明の影響からは距離があった。ブレスト港からの広い水道と、ラ・ド・サンから航行可能な天然の良港という特別な状況にあったカマレは、こうして長期間機能した。
カマレはブルトン語でKameret、KameletまたはKamm-eretと記される。eroとは溝（sillon）を意味し、kammとは曲線を意味する。Kamm-eretとは『法曲線』を意味する。この見解が支持されるように思われている一方で、gorrejoùの名は砂や小石のたまったダムを意味する。
紀元前の時代にガリア人がやってきてこの地に定住した。三方を海で囲まれたブルターニュの土地にアルモール（armor）の名を与え、『海の国の人間』を意味するアルモリカ（Armorica）と、現地の人々を名づけた。アルモリカ族は港に定住し、彼らの方言でこの地をKameletと呼んだ。カール大帝の時代からCamaretと呼ばれた。ヴォクリューズ県にあるもう1つのカマレ、カマレ＝シュル＝エーグと区別するため、1892年に接尾辞-sur-merが付いた。
溝の岬先端は花崗岩質の台地となっており、1692年よりヴォーバン塔の資材に使われていた。

## 歴史

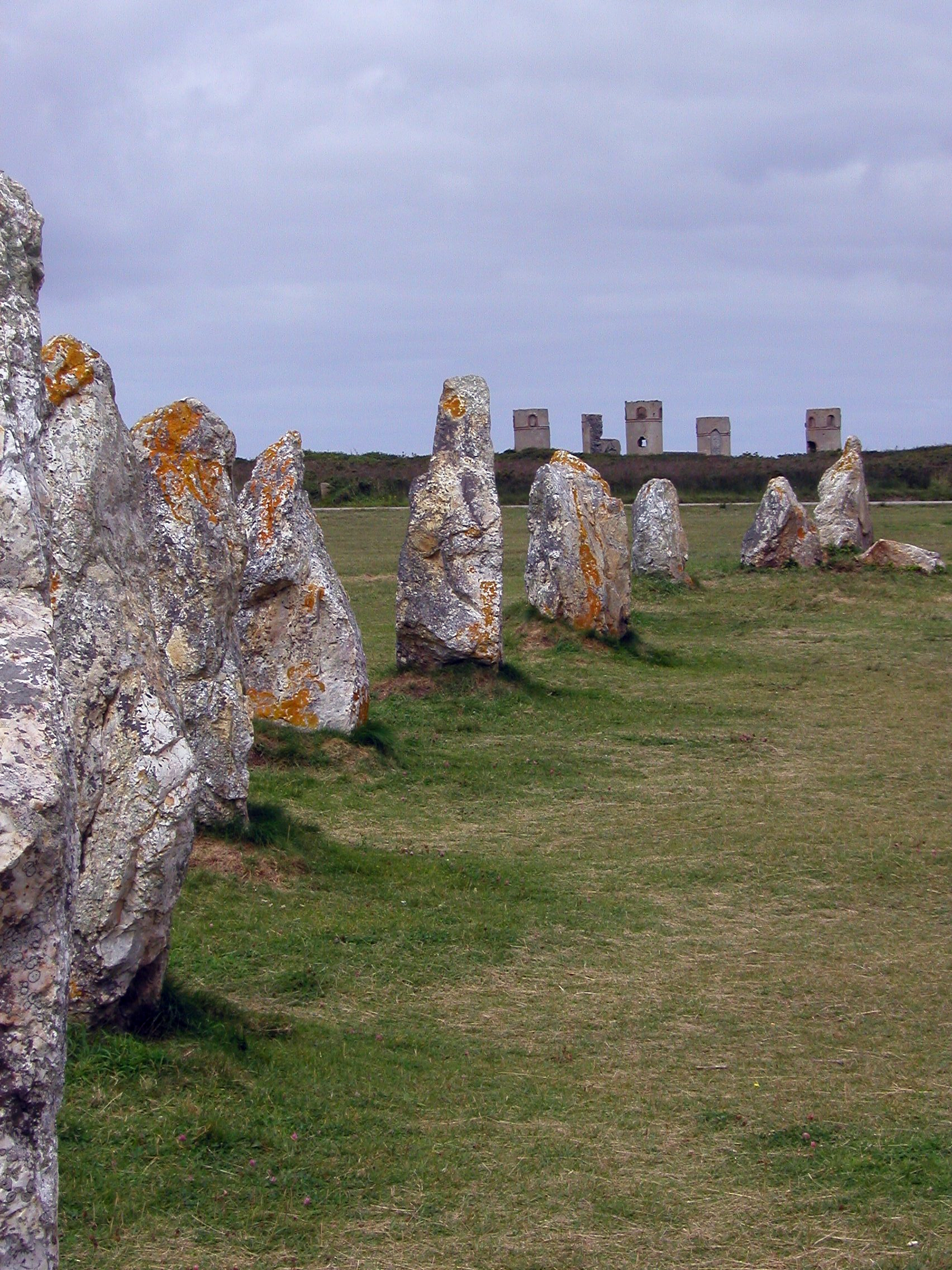
ラガジャール列石

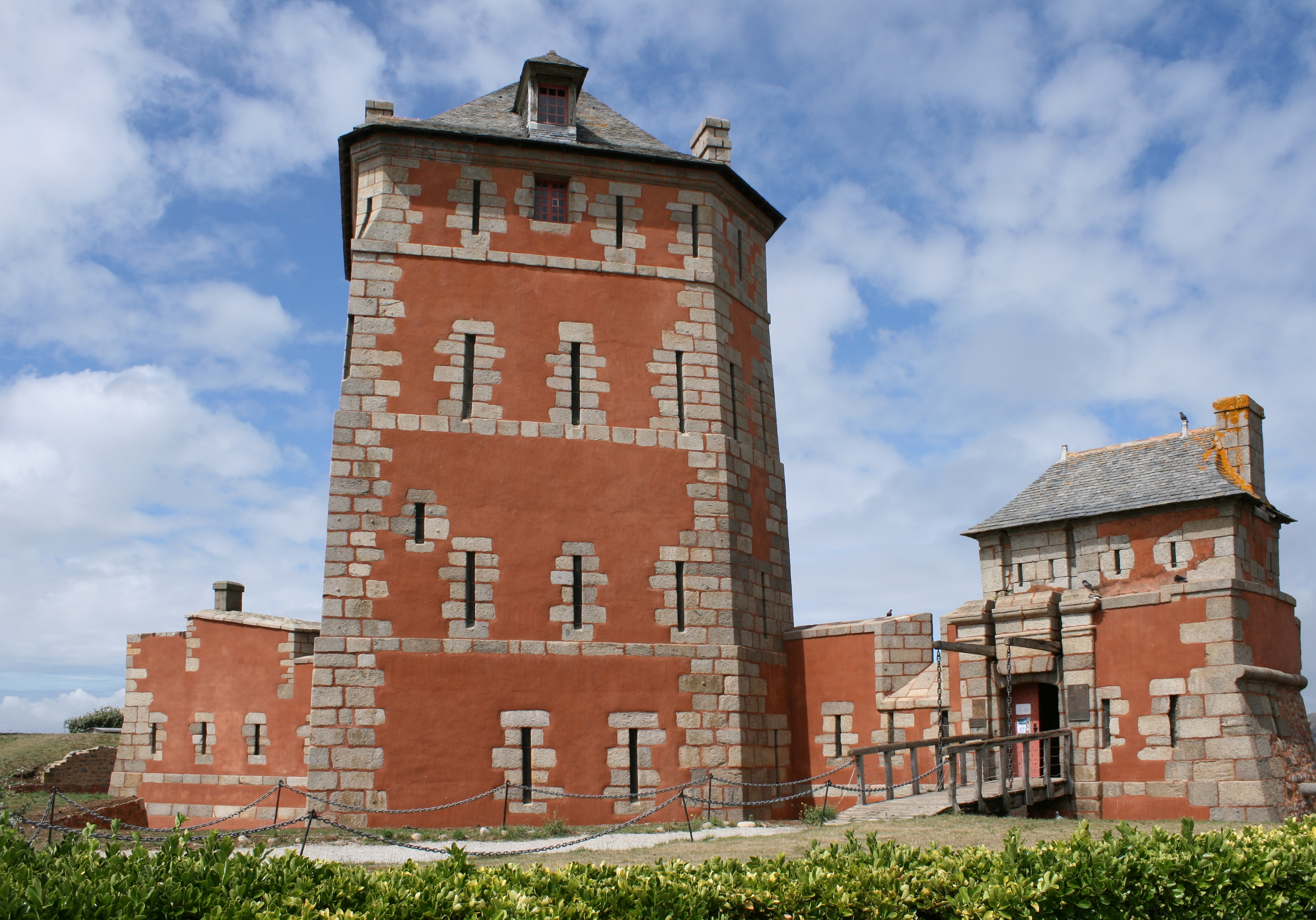
ヴォーバン塔

### 古代
カマレ周辺に定住した最初の集団は漠然と考えられているが、ラガジャールの列石の存在から、数千年前から人が定住していたとわかっている。紀元前2500年頃のカマレは重要な宗教の地であった。1776年、ラガジャールにまだ600ものメンヒルがあり、モルビアン県のカルナック列石と同じくらい重要であった。
ドルイド僧は、死者、それも海で死んだ死者を敬う毎年恒例の祭りを行っていた。この儀式はシャトーブリアンの書いたLes Martyrsの作中、美しく語られている。当時、港の側は船乗りたちの居住区だった。港は海から彼らを守りもしたし、外界へ向けて開けてもいた。このようにして、海によって自然に削り取られていった入江はアルモリカ人の避難地となり、カマレの港ができた。
ローマがカマレを含む半島全体に侵攻し従わせた時、カマレが恐怖と服従に置かれていたように見えない。アルモリカのガリア人は、漁師として、そして農夫として生活を続けていた。ローマの最も重要な守備施設はカレ＝プルゲールにあった。そこから国中に守備隊が送られた。カマレには、ローマの駐屯地が現在のKerloc'hの集落に設置された。そこはクロゾンの湿地帯と美しいディナン岬との間であった。その後ローマが衰退し、自由を得た。アルモリカは大西洋とアレ山地によって区切られ、コルヌアイユの名の新しい政治体制下に入った。

### 中世
キリスト教は聖職者たちの到来によってブルターニュに広まった。エロルンの子、若い領主リオクが新たな信仰に改宗した。カマレの歴史は聖リオクの伝説とつながっている。
カマレは漁港及び通商港として発展した。しかし中世後期になって、フランス沿岸を交易して回る沿岸交易船や、スペインやポルトガルから台頭してきた長距離を航行する船の寄港地となった。
フランスとイングランドがフランス王位を巡って争った百年戦争中、休戦協定によって、イングランド艦隊がブルターニュ公ジャン4世未亡人ジャンヌ・ド・ナヴァールを迎えにカマレの港へ入ることが可能になった。1403年1月、ジャンヌはイングランド王ヘンリー4世と結婚するため海を渡った。この結婚でジャンヌはイングランドの統治者となった。ジャンヌの再婚を、ブルターニュとフランスの宮廷は裏切りとみなした。この出来事の間、イングランド海軍はフィニステールの港の地理的な位置、戦略的なポイントを確認し、ブレスト侵攻を命じることとなった。1404年、イングランド海軍はカマレへの上陸を試みた。フランス元帥オリヴィエ・ド・クリッソンはカマレ住民を率い、700人以上の兵士とともに戦闘に参加した。敵が優勢に見えたとき、このときわずか15歳のブルターニュ公ジャン5世が2500人の兵を引き連れて現れた。イングランド海軍は海に押し戻され、カマレとブルターニュに平和が訪れた。
1434年、イングランド海軍は再び上陸を試みた。ブルターニュ公未亡人ジャンヌの子である、フランス元帥アルテュール・ド・リッシュモン（のちブルターニュ公アルテュール3世）が自らの騎士たちとともに戦い、敵と戦うカマレ住民が彼らを支えた。再びイングランド海軍がカマレから駆逐された。
カマレの港は優れた停泊地で、多数の商船が入ったので、海賊の関心を引いた。そのためカマレ住民は1469年にローマ教皇パウルス2世を訪問し、パウルス2世は1470年の教皇勅書で侵略者すべてを破門すると表明した。

### 近代

1694年の戦いにおける図

アウクスブルク同盟戦争中、要塞長官ヴォーバンはブレスト防衛の使命を受けた。彼はカマレに、当時最も革新的で強力な『黄金の塔』（tour dorée）を建設させた。海軍、陸上部隊、そして守備隊の連携のおかげで、1694年のトレ・ルーの戦いにおいて、イングランドとオランダの上陸の試みを阻止した。この時から、崖の東側にある溝は、イングランド人死者（la mort anglaise）と呼ばれるようになった。そして周囲の砂丘は徐々に、イングランドやオランダの船員が亡くなると埋葬する墓地となっていった。

### 19世紀
1801年8月、アメリカ人技師ロバート・フルトンは、自らが設計したプロペラ式潜水艦ノーチラス号の実験をカマレの湾で行った。これはフルトンが潜水航行の将来をナポレオンに説いて実現したものだった。ノーチラス号は、カマレの湾に停泊中のイギリス船に機雷を設置しようとした。潜水艦がゆっくりと船に近づいたとき、フリゲート艦が偶然にも航行していなかったら、実験は成功していたかもしれない。
17世紀から19世紀のカマレは、ドゥアルヌネ、コンカルノーといった大西洋岸の町と同じく、イワシの水揚げ漁港だった。イワシ漁業はカマレ経済の主軸であった。しかし1903年から1903年にかけイワシ漁が危機に陥った。ブレスト停泊地（fr）と大西洋が出会う場所、ブレスト海峡（fr:Goulet de Brest）の前に位置するカマレ港は、漁港であることに加え、ドゥアルヌネ漁船や商業船舶の寄港地だった。悪天候に遭うと、これらの船は母港に帰る前に小康状態になるまでカマレ港に停泊したのである。1840年以降、住宅がノティック地区の河岸に直接建設されていった。しかしこの時代のカマレ港は小さすぎた。荷役をより容易にするため、埠頭を拡張することになった。1902年以降、この埠頭はカマレをよく知り紹介してきた作家にちなみ、ギュスターヴ・トゥドゥーズ埠頭と呼ばれている。1870年、最初のイワシ加工工場ができた。イワシは毎年冬の終わりになるとビスケー湾、そしてブルターニュ沿岸へ移動してくるのだった。男たちは湾で青いイワシの漁をし、女たちは缶詰工場で働いていた。
1880年代以降、カマレは人気のある避暑地となり、夏期にはパリの知識層や芸術家が集う場所となった。彼らのほとんどが2軒あるホテルに宿泊した。ウジェーヌ・ブーダンやシャルル・コット、ギュスターヴ・トゥドゥーズ、アンドレ・アントワーヌ、ローラン・タイラードらである。

### 20世紀

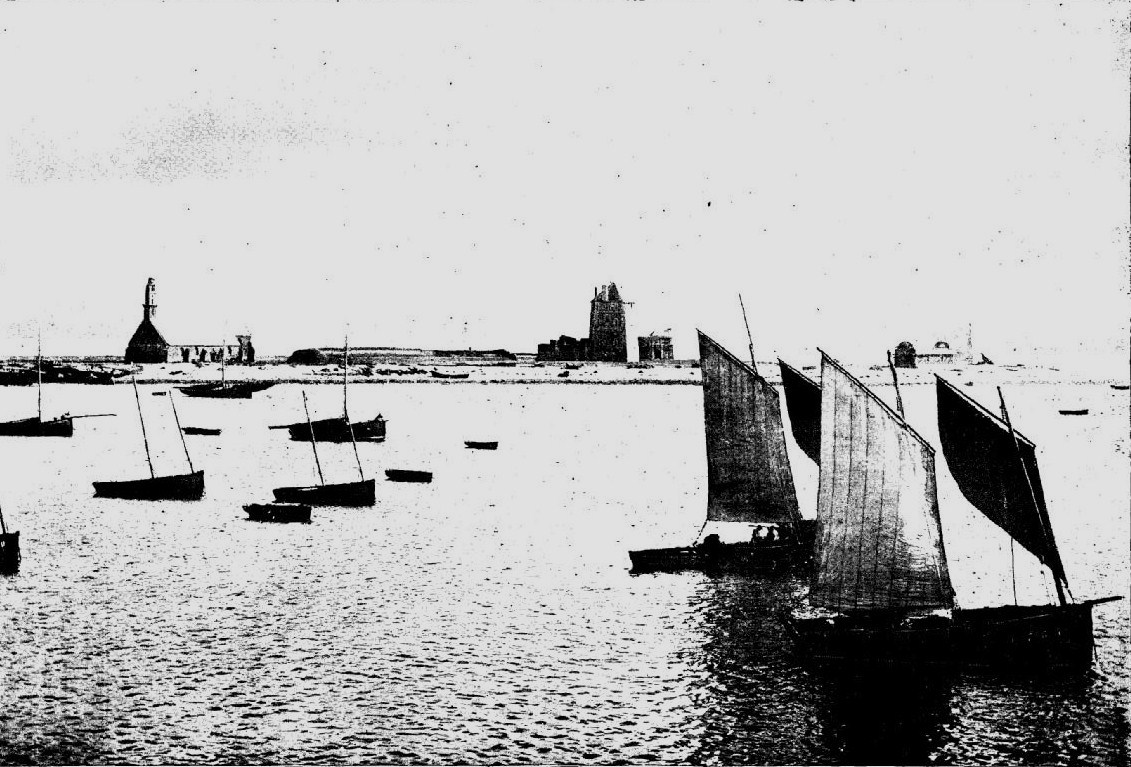
1903年に撮影されたカマレ港

カマレ港はロブスター漁で有名になった。1900年代には登録されている船員は1500人を数えた。それが、2010年には6人しかいない。カマレ港はマリーナの様相になっている。
1905年イワシ漁に危機が生じた。イワシの群れが現れず、不漁に苦しんだ。漁民はロブスター漁に転換した。古い漁船はスペイン式のdundee船に置き換えられた。カマレの漁民は、スペイン、ポルトガル、アイルランド、モロッコ、モーリタニア沖合で漁をした。1960年代後半から、ロブスター漁も緩やかに減少していった。これは政府とモロッコ当局、モーリタニア当局とが定めた様々な漁業禁止区域の影響からであった。

## 人口統計
| 1962年 | 1968年 | 1975年 | 1982年 | 1990年 | 1999年 | 2006年 | 2010年 |
| ------ | ------ | ------ | ------ | ------ | ------ | ------ | ------ |
| 3649   | 3593   | 3272   | 3047   | 2933   | 2668   | 2624   | 2609   |

参照元:1999年までEHESS、2000年以降INSEE

## 史跡

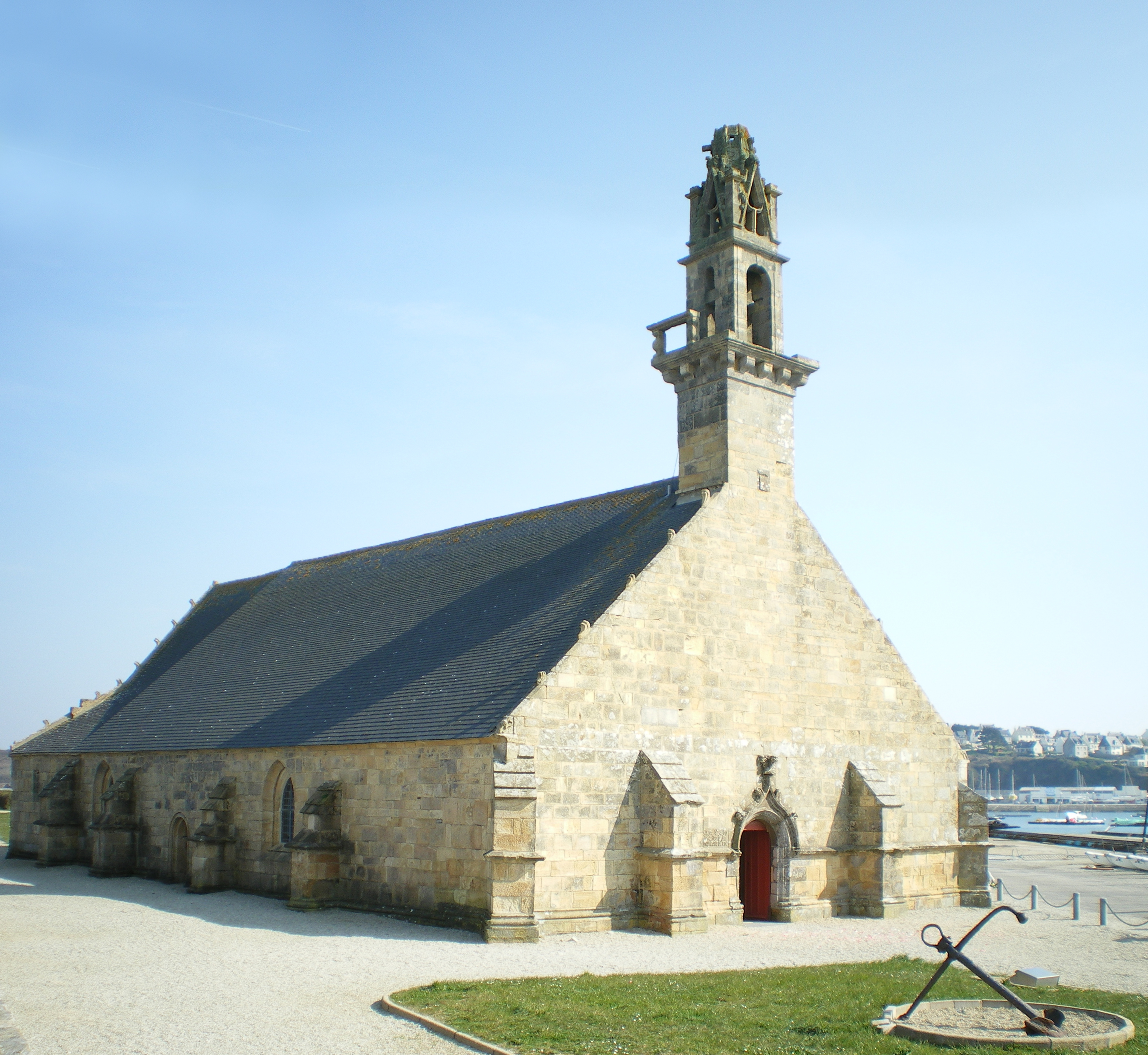
ノートルダム・ド・ロカマドゥール

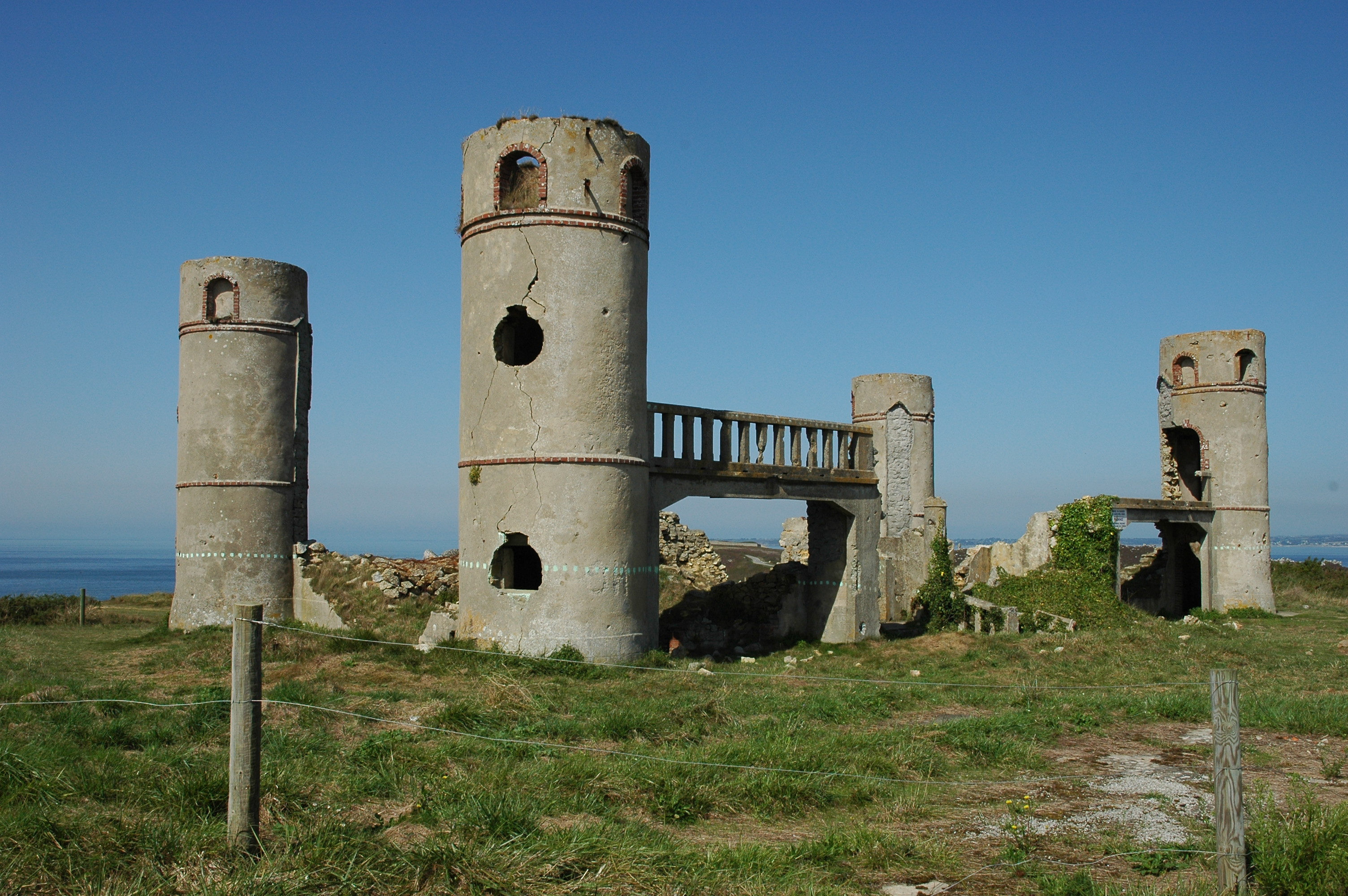
クシリアン邸の廃墟

- ヴォーバン塔 - 1907年9月18日に歴史記念物に指定された。カマレ港が持つ沿岸防衛用の塔である。ヴォーバンが設計した低い砲台基地がある。地元民はヴォーバン塔（tour Vauban）と呼ぶ。ヴォーバン自身は『黄金の塔』（tour dorée）と呼んでいた。この塔は守備能力を高めるため多角形の形状で、堀、跳ね橋、防御壁を備えている。1683年から事業が始まり、1689年にヴォーバンが設計した。建設は1693年に始まり、1696年に完成した。2008年よりUNESCO世界遺産ヴォーバンの防衛施設群として登録されている。
- ノートルダム・ド・ロカマドゥール礼拝堂 - 最初の礼拝堂が建てられたのは1183年である。現在の建物の最古の部分は1527年からのものである。ロカマドゥールという名称には2つの仮説がある。サンティアゴ・デ・コンポステーラの巡礼路上にあるロカマドゥールにちなむという説、そしてケルト語源で『水の中の岩』を意味する（Roc'h =rocher、そしてDour = eau）という説である。もともとの名称はノートルダム・ド・ロズ・マドゥ礼拝堂（Notre-Dame de Roz Madou）であった。港を守る高台とつながった岩の上に、ヴォーバン塔のように横たわっている。ブルトン語でkammadurという名が存在する。これは湾曲を示す名称である。そうするとロカマドゥールの語源には、『丘の湾曲部』を意味するRoz kammadurと、『岩の湾曲部』を意味するRoc'h kammadurの2つの可能性がある。
- クシリアン邸（マノワール）- 1903年に象徴主義詩人サン＝ポル＝ルーはペナドの浜を見下ろす漁民の家を購入し、8つの塔がある異国風のマノワールに改装した。1914年に彼の息子コシリアンがヴェルダン近郊で戦死すると、息子の名を建物につけた。戦間期には多くの芸術家たちがマノワールにやってきた。1940年7月、マノワールはドイツ軍に接収され、サン・ポル・ルーの娘ディヴィーヌは暴行を受け、建物は略奪された。1944年8月、マノワールは連合国側によって空爆され、現在は廃墟となっている。

## 姉妹都市
- ロカマドゥール、フランス
- ビュズム、ドイツ
- セント・アイヴス、イギリス